# Chaveador KVM

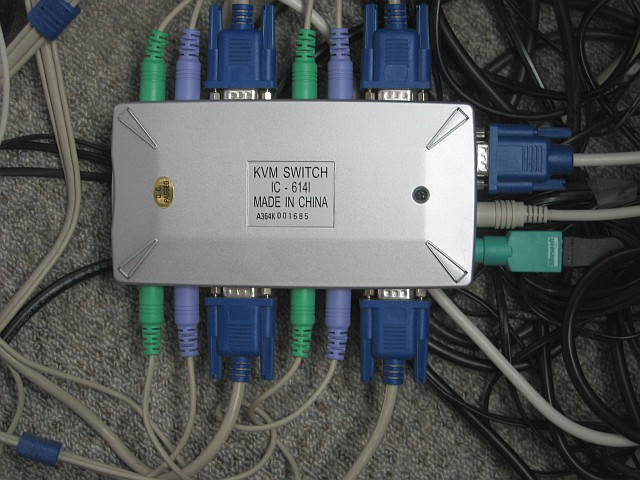
Switch KVM

Switch KVM ou Chaveador KVM (abreviatura do inglês de: "Keyboard, Video and Mouse", tradução: teclado, monitor e mouse) é um dispositivo de hardware que permite ao usuário controlar vários computadores usando somente um teclado, monitor e mouse.
Embora vários computadores estejam ligados ao KVM, realmente um número menor pode ser controlados a qualquer momento. Os dispositivos modernos também adicionaram a capacidade de compartilhar outros periféricos, como dispositivos USB e de áudio.

## Usos
Um uso atual para este dispositivo é para um streamer, com uma configuração dual PC, porque estas pessoas podem ter vários computadores e necessitam poder controlá-los ao mesmo tempo, desta maneira com um KVM pode utilizar os dois computadores, sem precisar de múltiplos monitores, teclados e mouses.
O KVM tem um botão de comutação que permite escolher o computador a controlar. Hoje em dia, os KVM atuais podem configurar-se com um software que estará instalado em todos os computadores, por exemplo, Synergy.

## Tipos
O switch KVM conforme o modo de controle e acesso de um computador,  pode ser dividido em dois tipos:
- Switch mono usuário: Este geralmente é utilizado em pequenas instalações, como SOHO ou escritórios remotos. Permite que uma pessoa acesse quantos computadores necessários a partir de um console KVM. Por exemplo: MasterConsole CAT MCCAT18 permite que uma pessoa acesse até 8 servidores.
- Switch multi usuário: É utilizado em grandes instalações e data centers que necessitam de um grande número de administradores de diversos servidores. Por exemplo: O Paragon II UMT1664 permite que até 16 servidores acessem 64 servidores diferentes.

Conforme a aplicação e tecnologia, pode ser dividido em dois tipos:
- Switch analógico: Os analógicos são operados por meio de um cabo conectado diretamente do computador ao switch KVM e desse até a console de acesso. Os cabos podem ser coaxiais ou Cat5. Por exemplo: EZ-108 utiliza cabos coaxiais; MCCAT18 utiliza cabos Cat5.
- Switch digital: Também conhecido como KVM-IP, permitem  o controle dos servidores por meio de uma conexão IP e em qualquer lugar (fora da rede intranet da empresa). Os computadores ainda precisam ter uma conexão direta até o switch KVM, mas o usuário que está controlando esses computadores não precisa estar conectado diretamente ao switch KVM. Por exemplo: Dominion KX3-864 permite que até 8 usuários controlem até 64 servidores por meio de uma rede TCP/IP, além de uma pessoa com controle direto no rack.

Conforme as conexões dos cabos:
- Switch KVM VGA-PS2: atualmente case em desuso, mas foi muito utilizado, pois conectava teclados e mouses mediante portas PS/2 e os monitores mediante VGA.

- Switch KVM USB: gestiona as conexões dos teclados e mouses através de cabos USB, além disso, também permite compartilhar outros periféricos através de USBs, como por exemplo, uma impressora.

- Switch KVM HDMI: oferece uma ótima e alta resolução mediante o uso dos cabos HDMI, proporcionando conectividade em alta definição para apresentações, cinemas...

- KVM IP: permite conectar vários computadores e servidores localizados em qualquer parte do mundo através da Internet ou de conexões locais (LAN). Este tipo utiliza-se para instalações grandes ou também para os CPD (necessário para poder gerir todos os servidores simultaneamente).

- Switch KVM DVI: estes switches estão feitos para proporcionar uma experiência de vídeo óptima, sendo melhor opção que VGA. Podem admitir single ou dual DVI-D ou DVI-I e garantem a compatibilidade com sinais analógicos.